# 韓紹徽

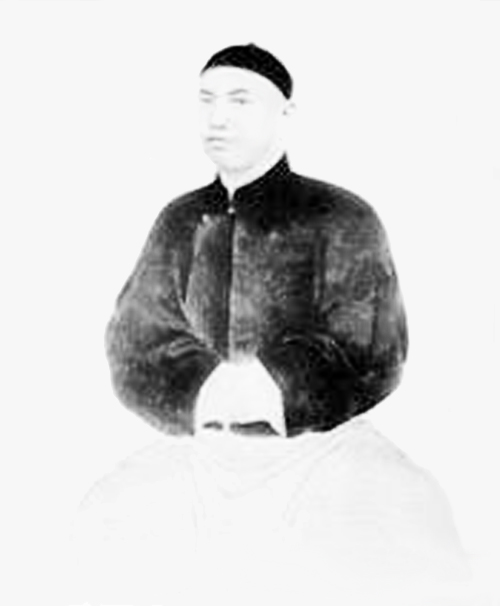
《庚子辛亥忠烈像赞》之韩绍徽像

韓紹徽（？—1900年），字筱珊，貴州貴陽人。清朝進士、政治人物。
光緒二十年（1894年）登進士，同年五月，以主事分部学习，供職于刑部，勤於職責。義和拳亂事起，奔走于同官，涕泣誓以身殉國。七月二十一日，自盡于陝西司司堂。